# De lichten van de Amalou
De lichten van de Amalou is een fantasystripreeks geschreven door Christophe Gibelin en getekend door Claire Wendling en Christophe Gibelin. De reeks bestaat uit vijf verhalen, waarvan het eerste deel in 1992 verscheen bij uitgeverij Blitz in de Collectie Delta. Van de serie zijn zowel exemplaren met zachte kaften (softcovers) als harde kaften (hardcovers) op de markt verschenen.

## Verhaal
In de imaginaire wereld van de lichten van de Amalou leven drie groepen: de mensen, de transparanten en de fretten. Ooit leefden er geen wezens, behalve een magiër genaamd Theo en een grote eikenboom. De twee sloten een pakt: Theo zou de vorm der wezens verbeelden, welke de eikenboom vervolgens het leven zou schenken. In ruil daarvoor zou de magiër het eeuwige leven verkrijgen. Maar in de loop der tijden verzwakten de krachten van de eik en wilde Theo zijn macht verwerven.

## Albums
| Nummer | Titel              | Collectie        | Verschenen |
| ------ | ------------------ | ---------------- | ---------- |
| 1      | Theo               | uitgeverij Blitz | 1992       |
| 2      | De harlekijn       | uitgeverij Blitz | 1992       |
| 3      | Het gewrongen dorp | uitgeverij Blitz | 1994       |
| 4      | Goeals             | uitgeverij Blitz | 1995       |
| 5      | As                 | uitgeverij Blitz | 1997       |

1. ↑  stripinfo.be. Gearchiveerd op 22 september 2019.